# Édit de Gallien

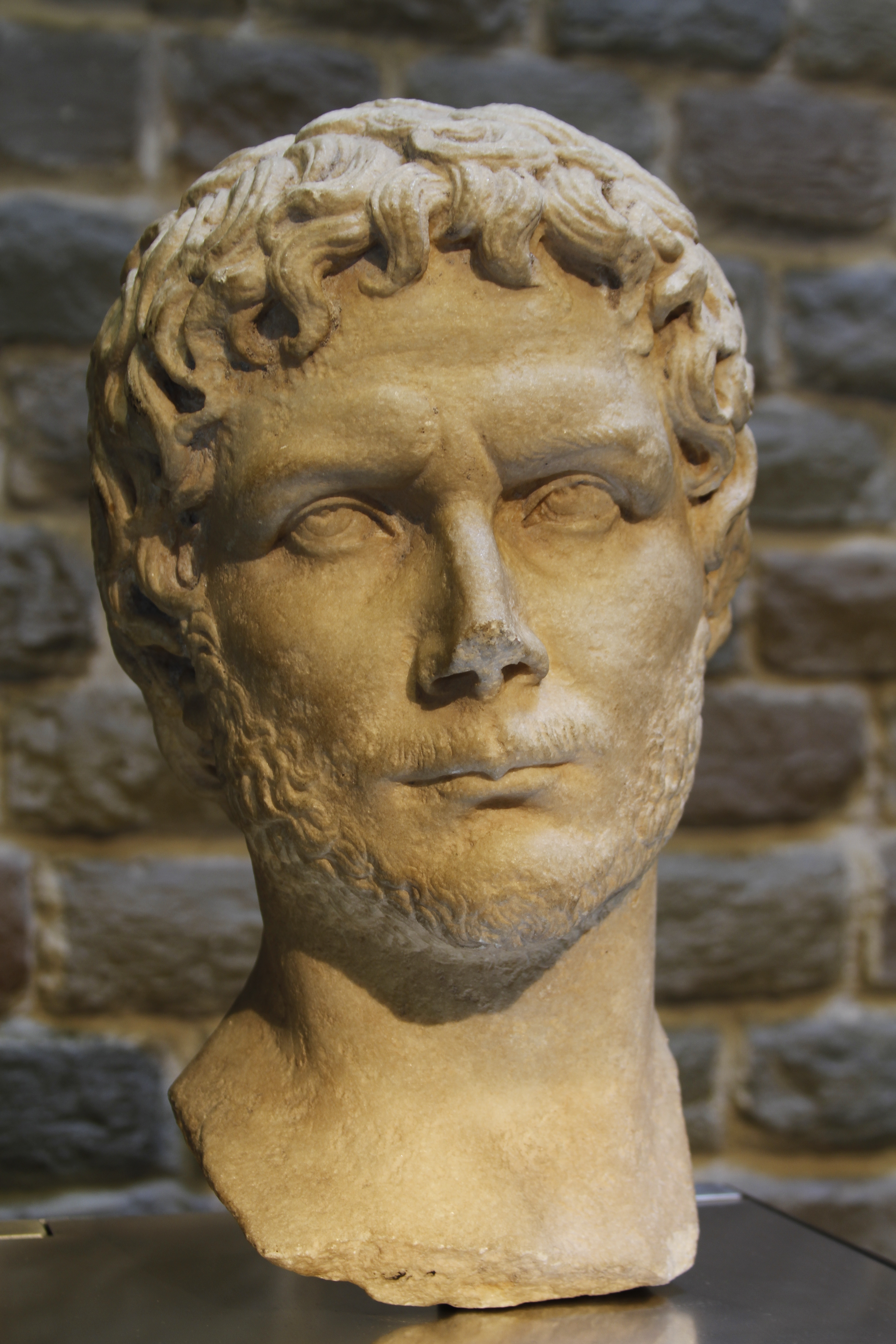
Buste en marbre de Gallien, IIIe siècle, Römisch-Germanisches Museum de Cologne.

L'édit de Gallien ou édit de tolérance de Gallien ou encore édit pacificateur de Gallien est un édit de tolérance promulgué en faveur des chrétiens à l'initiative de l'empereur romain Gallien en 260.
Au lendemain de la défaite de son père et co-empereur Valérien face aux Sassanides à l'issue de la bataille d'Édesse, Gallien met fin à la vague de persécutions des chrétiens entamée depuis 257, décrète une amnistie et ordonne la restitution des biens, des lieux de culte ainsi que des propriétés confisqués à ces derniers, qui sont à nouveau autorisés à se réunir librement et pratiquer leur religion ouvertement.
Ouvrant à la reconnaissance des chrétiens comme des sujets de droit, l'édit de Gallien peut être lu comme la première légitimation officielle du christianisme par les autorités romaines et le premier édit de tolérance de son histoire.
Il inaugure pour les chrétiens une période de coexistence pacifique avec l'État romain qui, retenue sous le nom de « petite paix de l'Église », dure une quarantaine d'années au cours desquelles le christianisme connaît une augmentation significative de ses adeptes et un renforcement de sa présence à travers l'Empire.

## Contexte

### Situation de l'Empire

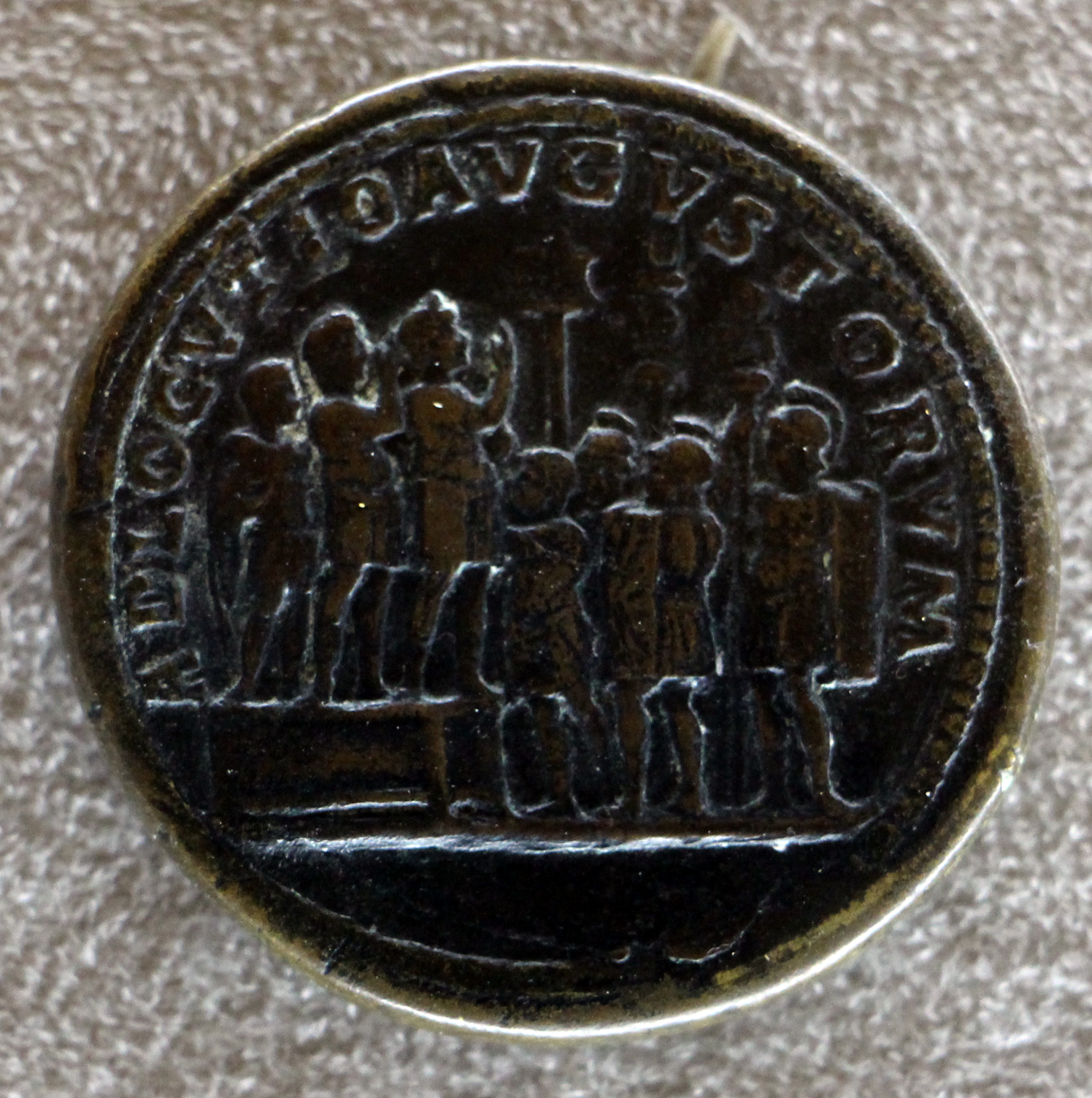
Médaille de bronze figurant Valérien et Gallien s'adressant à leurs troupes, v. 253-260, Musée archéologique national de Florence.

Au milieu du IIIe siècle, l'Empire romain traverse une période de crise, à la fois sujet à des attaques extérieures sur plusieurs de ses frontières, des provinces orientales au Danube puis au Rhin, ainsi qu'à la multiplication des usurpateurs, laissant apparaître le spectre d'une guerre civile, tandis que sévissent des épidémies de peste.
Valérien, issu comme Dèce de l'aristocratie sénatoriale, accède officiellement à la tête de l'Empire en 253, déjà âgé de plus de soixante-dix ans, et associe aussitôt son fils Gallien au pouvoir, les deux Augustes partageant la totalité des attributs de la puissance impériale. Les deux hommes multiplient les campagnes pour tenter de juguler les différentes menaces mais, au printemps 260, Valérien est capturé près d'Édesse par les troupes sassanides lors d'une campagne contre le roi des rois Chapour Ier.
Gallien se retrouve seul empereur au pire moment des difficultés militaires du siècle et doit affronter les usurpations de Macrien et ses fils Macrien le Jeune et Quiétus puis de leur allié Émilien en Égypte, mais aussi de Postume qui, après avoir exécuté le fils de Gallien, Salonin, établit un « Empire de Gaulois » qui perdure jusqu'en 272. En Orient, l'empereur peut néanmoins compter sur le renfort du prince de Palmyre Odénat qui contient puis assaille les Sassanides avec succès.

### Persécution «de Valérien»
C'est dans ce contexte mouvementé que, dans la seconde moitié du IIIe siècle se déroulent les premières persécutions générales de chrétiens, d'abord sous Dèce et son fils Herennius de février 250 à leur mort en juin 251, puis sous Valérien à partir de 257 jusqu'à sa capture par Chapour en 260.

Pendant les quatre premières années du règne de Valérien et Gallien, les chrétiens ne sont pas persécutés. Mais, pour des raisons qui sont peu claires et débattues, la situation change à partir de l'été 257, quand les gouverneurs reçoivent une lettre impériale qui, pour la première fois, vise expressément les chrétiens : les clercs — évêques, presbytres et diacres — sont enjoints, sous peine de relégation, de reconnaître les dieux protecteurs de l'Empire afin de démontrer publiquement leur loyalisme envers les autorités tandis que, dans leur ensemble, les chrétiens sont privés de libertés publiques et de réunion pour leur culte, particulièrement dans leurs cimetières, sous peine de mort.  

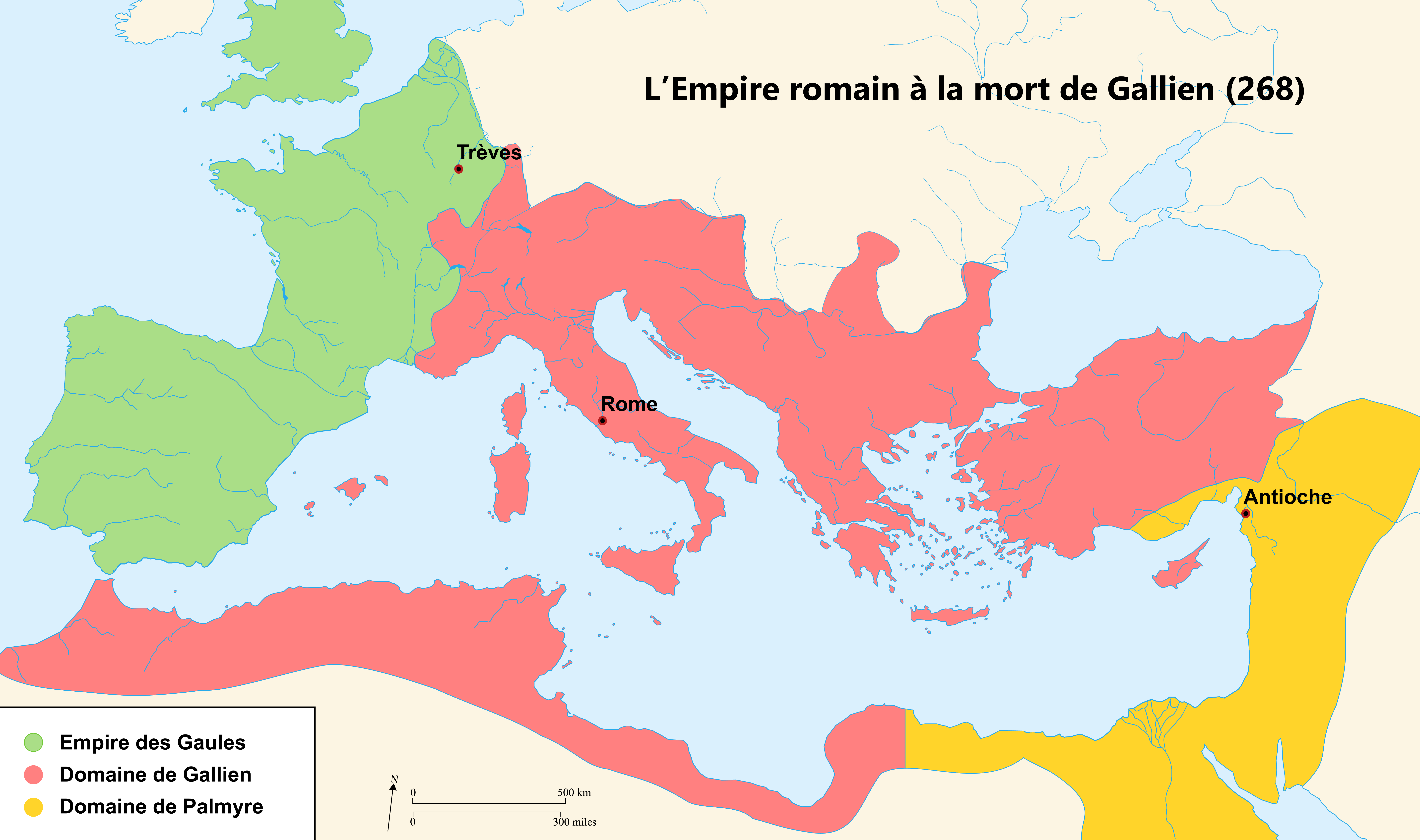
Carte de l'Empire romain divisé à la mort de Gallien en 268.

Un rescrit paru l'année suivante aggrave encore les châtiments pour les contrevenants : les cadres de l'Église encourent l'exécution immédiate et les convertis issus des classes sénatoriale ou équestre sont menacés de confiscation de leurs biens et de relégation, voire de peine de mort s'ils persévèrent.
De manière générale, cette première mesure antichrétienne officiellement exprimée par l'autorité impériale ne semble pas avoir eu avoir beaucoup d'effets : l'interdiction de réunion semble avoir été difficile à faire appliquer et les victimes, peu nombreuses comparé à la persécution des années 249-251. Ainsi, au regard des évènements catastrophiques qui secouent l'Empire, la persécution de Valérien apparaît somme toute comme une péripétie et, là où elle a été atteinte, la hiérarchie ecclésiale se reconstitue très rapidement, dès l'annonce de la captivité de l'empereur, voire dès son départ pour sa campagne orientale. Bien que Gallien ait été associé à cette politique répressive et qu'il ait signé les ordres impériaux en ce sens avec son père, les écrivains chrétiens désignent Valérien comme le seul auteur de la persécution.

## L'édit

### Promulgation
Resté seul au pouvoir, Gallien qui, adepte du néoplatonisme et des cultes à mystères, semble moins attaché à la religion romaine traditionnelle que son père et son entourage, met immédiatement fin aux poursuites engagées contre les chrétiens et décrète l'amnistie par un édit promulgué en 260, suivi de plusieurs rescrits. Bien que son épouse Salonine semble avoir nourri quelque sympathie pour les chrétiens, ce ne semble pas avoir été le cas de l'empereur qui ne semble pas davantage mû par un particulier esprit de tolérance : il est vraisemblable que dans un contexte intérieur difficile malmené par les multiples usurpations, ce dernier ait plutôt cherché à réduire les divisions internes à l'Empire — se conciliant notamment l'importante minorité que sont devenus les chrétiens — afin de faire face plus efficacement aux ennemis de l’extérieur.     

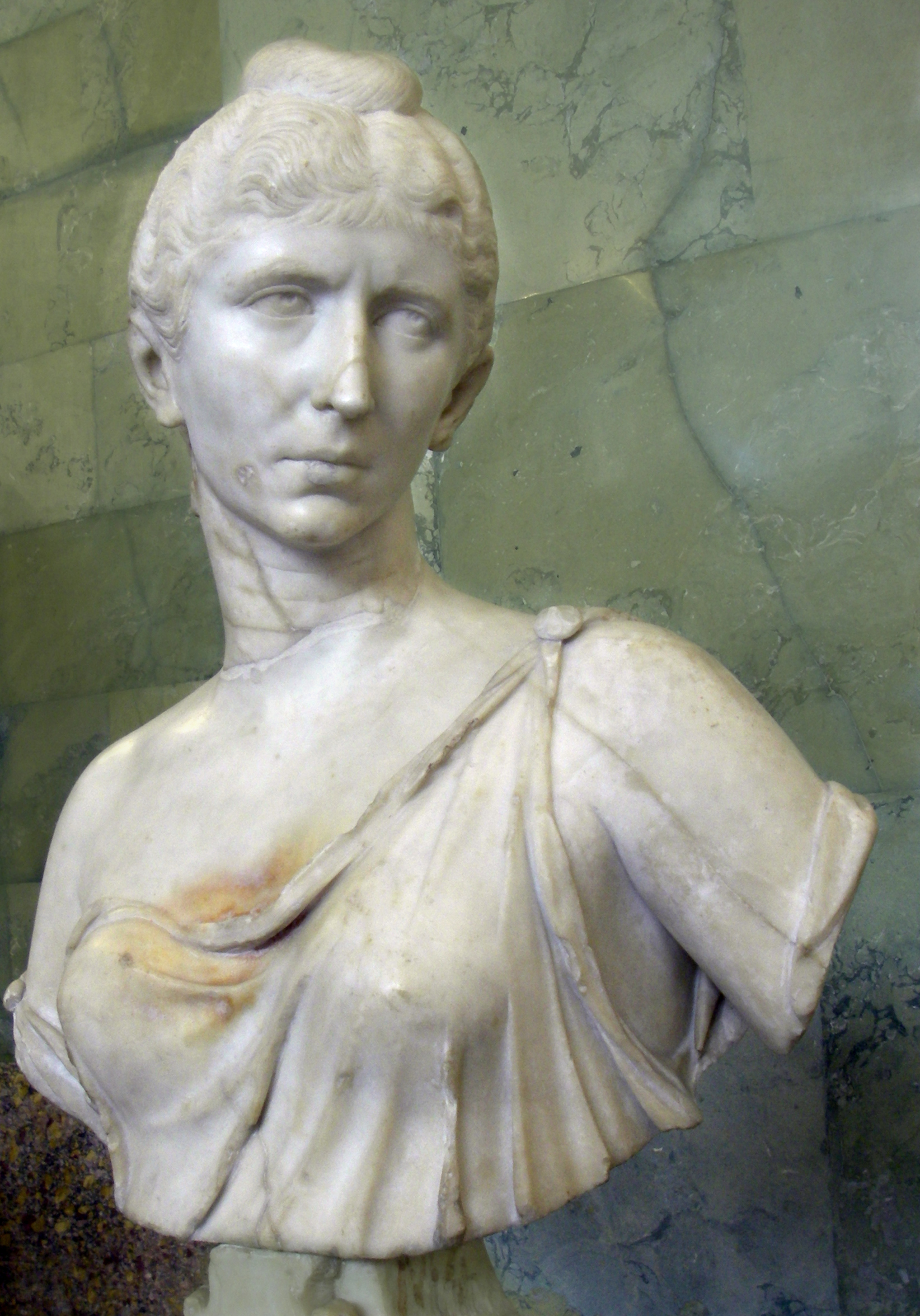
Buste en marbre de l'impératrice Julia Cornelia Salonina, épouse de Gallien, deuxième moitié du IIIe siècle, Musée de l'Ermitage, Saint-Pétersbourg.

Le texte de l'édit ne nous est pas parvenu mais son existence et ses dispositions nous sont connues par deux rescrits datés des années 262 ou 263, dont l'un est traduit et l'autre paraphrasé en grec par Eusèbe de Césarée dans son Histoire ecclésiastique. Ils semblent répondre aux pétitions de deux groupes d'évêques s'étant plaints auprès de l'empereur que les propriétés qui doivent leur être retournées ne le sont pas encore, ce à quoi Gallien répond favorablement en confirmant l'édit précédent promulgué en ce sens.  C'est l'objet de la lettre adressée à plusieurs évêques d'Égypte, au nombre desquels Denys d'Alexandrie qui atteste de la promulgation de l'édit dans la province en 262.
Eusèbe présente cette lettre impériale, qu'il a traduit du latin en grec, comme la copie d'un édit de portée générale voire le premier d'une série ; mais il s'agit plutôt d'un rescrit confirmant aux communautés chrétiennes d'Égypte la restitution de leurs propriétés au moment où Gallien, ayant défait Émilien, prend militairement le dessus sur ses adversaires dans la province : en effet, depuis sa promulgation en 260, le texte ne semble pas avoir été appliqué dans la partie orientale de l'Empire par les divers usurpateurs. Eusèbe rapporte en ces termes la réponse de l'empereur aux évêques égyptiens :

« L'empereur César Publius Licinius Gallien, Pieux, Fortuné, Auguste à Denys, Pinnas et Démétrios et aux autres évêques.
 J'ai ordonné que soit répandu dans le monde entier la bienfaisance de mes dons, afin qu'on évacue les lieux de culte et que, par la suite, vous puissiez profiter de l'ordonnance de mon rescrit, sans que personne ne vous inquiète. Ce qui peut être récupéré par vous dans la mesure du possible a déjà été accordé par moi depuis longtemps ; c'est pourquoi Aurelius Quintus, le préposé aux affaires suprêmes, fera observer l'ordonnance donnée par moi. »

— Eusèbe de Césarée, Histoire ecclésiastique, VII, 13 (trad. G. Bardy, Sources Chrétiennes n°41, pp. 187-188)
Concrètement, Gallien précise à ses interlocuteurs l'application de mesures de tolérance prises par lui « depuis longtemps » : les lieux de cultes et autres propriétés confisqués ou vendus doivent être rendus aux chrétiens qui peuvent librement s'y réunir et y célébrer leur culte sans entrave. La paraphrase d'un second rescrit évoqué par Eusèbe évoque en outre la restitution des « terrains que l'on appelle cimetières ».

### Portée
La question de savoir si l'édit de Gallien constitue une reconnaissance de fait ou de droit du christianisme reste débattue dans la mesure où le texte ne semble pas avoir clairement tranché la question. Pour les chercheurs qui estiment qu'il ne s'agit pas d'une reconnaissance de droit, l'édit entérine simplement la situation antérieure à la persécution des années 257-259. Pour d'autres, il constitue à plus d'un titre une avancée importante pour le christianisme et si celui-ci n'est pas encore à proprement parler une religio licita (« religion licite »), les restitutions des possessions aux chrétiens entérinent bien l'existence de ces propriétés et reconnaissent de la sorte ceux-ci comme des sujets de droit.
L'édit de Gallien est par ailleurs régulièrement considéré comme la première légitimation officielle du christianisme par les autorités romaines — abrogeant même l'ancienne jurisprudence qui, remontant à Trajan, permettait jusque-là de condamner un chrétien sur le simple aveu de sa foi — ainsi que comme le premier édit de tolérance de l'histoire du christianisme.
Malgré son importance, cet évènement est minimisé par les apologètes chrétiens qui — au contraire de leurs coreligionnaires contemporains de Gallien— véhiculent de cet empereur une image très négative. Il n'est pas davantage relayé par les historiens non chrétiens pour lesquels les persécutions constituent des mesures de police insignifiantes. 

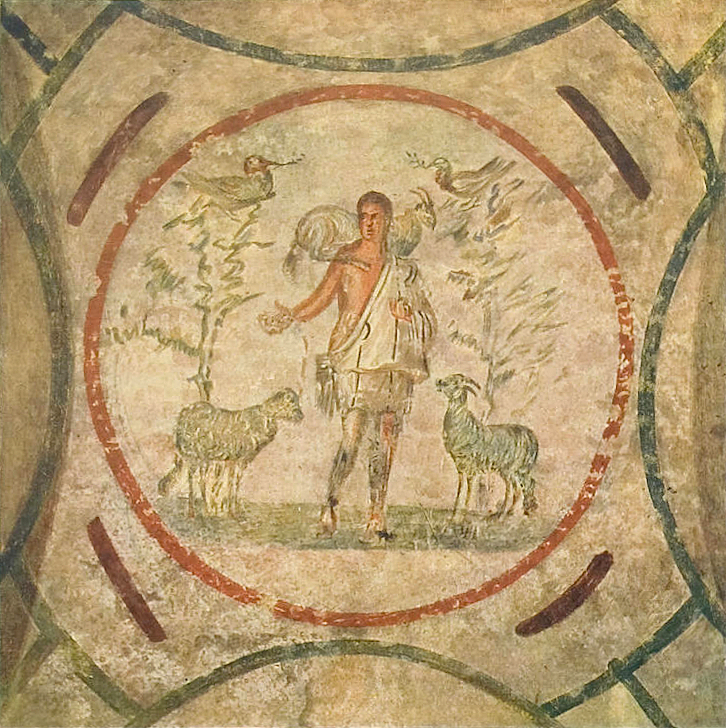
Fresque paléochrétienne représentant le « Bon Pasteur », seconde moitié du IIIe siècle, catacombe de Priscille à Rome.

Cependant, la période de tolérance et de coexistence pacifique avec l'État romain inaugurée par l'édit de Gallien donne au christianisme un nouveau dynamisme qui en multiplie les adeptes et accélère son développement : l'édit autorisant de facto les communautés chrétiennes à être propriétaires, de nouveaux lieux de cultes sont édifiés en nombre tandis que, la liberté de réunion retrouvée, les synodes se multiplient.
En outre, ainsi qu'en atteste Eusèbe, les chrétiens ont désormais une place reconnue dans l'Empire et peuvent dès lors occuper ouvertement des fonctions militaires ou administratives. On en trouve ainsi bientôt au palais impérial, aussi bien dans la domesticité que dans les rouages de l’administration centrale, ce qui ne va pas sans irriter les tenants de la religion traditionnelle, au premier rang desquels l'aristocratie sénatoriale qui s'affirme bientôt comme l'un des bastions de la résistance antichrétienne.
Dans les années qui suivent, les martyrologes chrétiens font la mention de quelques « martyrs militaires » mais il s'agit généralement là de condamnations pour infraction à la discipline militaire ou pour refus de prêter serment de loyauté à l'empereur.  Après une quarantaine d'années de relative quiétude, les chrétiens seront touchés par une dernière vague de persécutions, plus longue et plus âpre que les précédentes, connues sous le nom de « Grande persécution », qui débute en 303 et dure une dizaine d'années.

### Ouvrages contemporains
- Claire Sotinel, Rome, la fin d'un Empire : De Caracalla à Théodoric, 212-fin du Ve siècle, Belin, coll. « Mondes anciens », 2019 (ISBN 978-2-7011-6497-7).
- (en) Timothy David Barnes, Early Christian Hagiography and Roman History, Mohr Siebeck, 2018 (ISBN 978-3-16-150226-2), chap. III (« The 'Great Persecution' (303-313) »), p. 97-105.
- Marie-Françoise Baslez, Les persécutions dans l'Antiquité : Victimes, héros, martyres, Librairie Arthème Fayard, 2007 (ISBN 978-2-213-63212-4).
- Pierre Maraval, Les Persécutions durant les quatre premiers siècles du christianisme, Desclée, coll. « Bibliothèque d'histoire deu christianisme » (no 30), 1997 (ISBN 978-2-7189-0568-6), p. 93-97.

### Sources premières
- (en) Charles Lett Feltoe, The Letters and Other Remains of Dionysius of Alexandria, Wipf and Stock Publishers, 2009 (1re éd. 1904) (ISBN 9781606084427)
- Eusèbe de Césarée, Histoire ecclésiastique, t. II : Livres V-VII (texte grec, traduction et notes par Gustave Bardy), Paris, Cerf, coll. « Sources chrétiennes » (no 41), 1955